# Klaus Chatten
Klaus Chatten (* 30. April 1963 in Lennestadt) ist ein deutscher Autor, Übersetzer, Regisseur und Schauspieler.

## Leben
Klaus Chatten studierte von 1983 bis 1984 am Max-Reinhardt-Seminar in Wien Schauspiel. 1984 setzte er sein Studium am HB Studio in New York in den Fächern Schauspiel, Regie und Scene Writing fort. Er arbeitete zunächst als Schauspieler in Berlin und Hamburg, außerdem in Moskau mit Anatolij Wassiliew.
Sein erstes Drehbuch schrieb er zu dem Spielfilm Stille Nacht – Ein Fest der Liebe (Regie: Dani Levy). Der Film war im Jahr 1996 als deutscher Beitrag im Wettbewerb der Berliner Filmfestspiele zu sehen.  Als Regisseur arbeitete Klaus Chatten unter anderem an der Hamburger Kampnagelfabrik. Im Jahr 2002 inszenierte er am Theater Rampe in Stuttgart die Uraufführung seines Stücks Klassentreffen. Von 2004 bis 2006 war er fest als Schauspieler am Maxim Gorki Theater in Berlin engagiert.
Klaus Chatten ist der deutsche Übersetzer Noel Cowards.

## Werke
Klaus Chattens Monolog Unser Dorf soll schöner werden wurde im Jahr 1993 an der Baracke des Deutschen Theaters in Berlin uraufgeführt. Sugar Dollies kam nach der Uraufführung am Gate Theatre London im Jahr 1996 an den Kammerspielen des Deutschen Theaters zur deutschsprachigen Erstaufführung. Weitere Werke sind u. a. Muttis Liste, Die Reise ins Morgenland, Komödie für Schlafende und Mein Leben ohne Herbst und Winter.

## Auszeichnungen
In den Jahren 1994 und 1997 war Klaus Chatten von der Zeitschrift Theater Heute als Nachwuchsdramatiker der Saison nominiert. Im Jahr 1995 erhielt er das  Alfred-Döblin-Stipendium der Akademie der Künste Berlin, im Jahr 2000 war er playwright-in-residence in der Villa Aurora in Los Angeles. Im Jahr 2002 erhielt Klaus Chatten das Literaturstipendium des Berliner Senats.